# Achilles Last Stand
Az Achilles Last Stand az angol Led Zeppelin együttes dala az 1976-os Presence albumukról. Szerzője Jimmy Page gitáros és Robert Plant énekes volt, akik már 1975 nyarán elkezdték az ötletelést. A dalt befolyásolták a két zenész utazásai, a keleti zenék iránti rajongásuk, valamint bizonyos mitológiai témák. A felvételei 1975 novemberében zajlottak a müncheni Musicland Studiosban, a Presence nagylemez készítésekor. 10 és fél perces hosszával az együttes egyik leghosszabb stúdiófelvétele, valamint az egyik legösszetettebb szerzeményük, egymáshoz szervesen kapcsolódó részekkel, utólag feljátszott többszörös gitársávokkal.
Megjelenésekor pozitív visszajelzéseket kapott, ellentétben olyan epikus stílusú Led Zeppelin dalokkal, mint például a Kashmir. 1977 és 1980 között az élő fellépéseik egyik jellegzetes darabja volt. Az 1979-ben a Knebworth Fesztiválon való előadása szerepel a 2003-ban kiadott Led Zeppelin DVD-n. Page több interjúban is a kedvenc Zeppelin dalának nevezte, a gitárszólóját pedig a Stairway to Heaven szólójához hasonlította.

## Háttér
Az 1975-ös amerikai turné illetve a londoni koncertek után szünetet tartott a zenekar, és hosszú ideig nem lépett fel. Az Egyesült Királyságban uralkodó magas adótörvények okán az együttes csak korlátozott ideig kívánt az ország területén tartózkodni. Page és Plant 1975 júniusában elutazott Marokkóba, ahol már elkezdtek zenét szerezni a következő album anyagához. Page elmondása szerint a Marokkóban hallott zenék befolyásolták a dal egyes gitárrészeit. Az észak-afrikai és a közel-keleti zenék már korábban is inspirálták a zenekar olyan dalait, mint a Friends, a Four Sticks, a No Quarter, vagy a Kashmir. Az "Achilles Last Stand" tele van mitológiai utalásokkal, William Blaketől felidézve Albion, Atlasz, és Akhilleusz legendáit. Ennek ellenére a dalszöveg többet merít a zenekar "számüzetés" alatt lebonyolított utazásairól. A számcím ironikus utalás Plant 1975 augusztusában bekövetkezett autóbalesetére, mely révén Akhilleuszhoz hasonlóan a bokája sérült meg. Plant egy évig nem tudott járni, ezért a Presence nagy részét tolószékben ülve énekelte fel.

## Felvételek
A szám Jimmy Page arpeggio stílusú akkordbontásaival kezdődik, egyfajta titokzatos és kísérteties hangulatot kölcsönözve. Ezt követi John Bonham dobos és John Paul Jones basszusgitáros belépése, vágtató stílusuk a darab végéig megadja a ritmust. Robert Plant a hosszú bevezető rész négyszer való megismétlése után lép be az énekével.  Részeit rövid hangszeres részek osztják fel, melyekben Page sokszor rájátszik saját témáira. Ezeket a többszörös gitársávokat utólag játszotta fel a gitáros. 3:42-kor a dal eltolódik, és Page ekkor kezdi el játszani az első szólóját. Itt már a ritmusszekció is tempót vált, 4/4-ről 5/4-re váltanak. A szóló végeztével a már korábban halott módon folytatódik tovább a szám, kiegészítésként Page hozzáadott díszítéseivel. Majd egy rövid slide gitár rész után Plant egy keleti hatású, scat-stílusú vokális részbe lép. 8: 25-kor Page második szólóját kezdi el játszani még több gitársávot használva mint korábban, majd egy másfél perc múlva a dal lecsillapodik, és visszhangozva a nyitó téma akkordbontásaival zárul a dal.
A próbákat Los Angelesben kezdte a zenekar, majd a németországi (München) Musicland Studiosba utaztak, hogy felvegyék a Presence albumot. Az "Achilles Last Stand" alapjait az 1975. november 12-i felvételek során rögzítették. A dal feljátszásánál John Paul Jones egy 8 húros basszusgitárt használt. Elmondása szerint azért tartotta szükségesnek, hogy a sok gitárszóló alatt, a mélyebb és közepesebb hangtartományokat is kellőképpen fel tudja sorakoztatni. Page először kifogásolta az ötletet, majd hallva Jones játékát elismerte annak hatékonyságát. Az összes gitárrészét egyetlen hangszerrel rögzítette a felvételek folyamán. Később úgy nyilatkozott, hogy mivel fél tucatnyi gitársáv szól egyszerre, az összesnek nagyon erősnek és fontosnak kell lennie önmagában is, hogy minden egyes részt könnyen lehessen azonosítani. Az album felvétele 1975. november 27-én fejeződött be, 15 nappal azután, hogy a zenekar meghozta az "Achilles Last Stand" alapjait.

## Megjelenés és élő előadások
A dal az Atlantic Records kiadásában 1976. március 31-én jelent meg, mint a Presence album nyitódala. A lemez kezdetben jól szerepelt a listákon (Amerikában és Angliában is első lett), de végül ez lett a legkevésbé sikeres Led Zeppelin album. Ebben közrejátszhatott az is, hogy a megjelenésének idején nem turnézott a zenekar. Novemberre viszont megfelelően felépült Robert Plant, így megkezdődhettek a próbák egy következő amerikai turnéra. Ezek során az "Achilles Last Stand" volt az egyik első dal, amit elkezdtek közösen játszani. Mivel a stúdiófelvétel nagymértékben támaszkodott a technikai felszerelés adottságaira, az együttes számára kihívást jelentett, hogy majd élőben is kellőképpen megtudják szólaltatni. Page visszaemlékezései szerint először úgy gondolta, hogy majd a Gibson EDS-1275 típusú kétnyakú gitárjával kell előadnia, de végül különböző effektekkel kiegészítve maradt a standard hathúrosánál. 1977 februárjában amerikai turnéra indultak, mely révén először hallhatta a közönség élőben is a számot. Feloszlásukig rendszeresen szerepelt a repertoárjukon, gyakran a Stairway to Heaven előtt eljátszva. A Presence albumról csak a Nobody's Fault But Mine és az "Achilles Last Stand" szerepelt az élő előadásokon. Az 1979-es Knebworth Fesztiválon adott koncertről felvétel készült, mely során szintén eljátszották a dalt. A felvétel megtekinthető a 2003-ban megjelent Led Zeppelin DVDn. A Presence 2015-ös remaszterizált deluxe kiadásán "Two Ones Are Won" címmel meghallgatható a szám eltérő mix verziója. 

## Kritikák
A Presence korabeli kritikái közül, a Rolling Stone egyik munkatársa Stephen Davis azt írta a dalra, hogy John Bonham dobjai kiemelt szerepet kapnak benne. Bonham dühödten támadja dobjait, hogy az az Achilles Last Stand legfontosabb eszköze legyen, mindaddig amíg Plant be nem lép. A Classic Rock Review 2011-es írásában pozitívan írt a számról, mivel a lemez "tour de force" -jének (bűvészmutatvány, ügyes teljesítmény) hívta. Ezenkívül úgy jellemezte, hogy az elejétől a végéig egy igazi utazás élményét adja, bár hét és fél percben valószínűleg jobban működne, mint a kicsit hosszú tíz és félben.
A Presence Deluxe Edition újrakiadásának apropóján Andrew Doscas a PopMatters írója szintén dicsérte a dalt. Írása szerint az "Achilles Last Stand" a Led Zeppelin utolsó igazi epikus dala, melyben Bonham dobolásától szívrohamot lehet kapni, Page lángolóan gitározik, Plant éneke pedig hipnotikus hatású.
A dalt olyan előadók is feldolgozták, mint a Vitamin String Quartet, a Jason Bonham Band vagy a Dream Theater.

## Közreműködők
- Jimmy Page – gitár
- Robert Plant – ének
- John Paul Jones – 8 húros basszusgitár
- John Bonham – dob, ütőhangszerek